# Самборский медицинский колледж
Самборский медицинский колледж (укр. Самбірський медичний коледж) - высшее учебное заведение в городе Самбор Львовской области Украины.

## История
Медицинское образовательное учреждение в районном центре Самбор Самборского района Дрогобычской области УССР было создано в 1953 году в соответствии с пятым пятилетним планом развития народного хозяйства СССР на основе Одесского техникума медицинских энтомологов, который был реорганизован в фельдшерскую школу с трёхлетним сроком обучения, переведён в Самбор и получил новое наименование - Самборская фельдшерская школа.
В июле 1954 года средняя медицинская школа была реорганизована в Самборское медицинское училище.
В 1956 году училище начало подготовку медсестёр, а в 1965 году - акушерок.
В 1968 году началось расширение училища (были достроены второй, третий и четвёртый этажи учебного корпуса, оборудована спортплощадка). В декабре 1972 года четырёхэтажное здание училища было сдано в эксплуатацию. В 1982 году на территории Самборской центральной районной больницы был построен практический корпус училища.
В 2001 году была открыта новая специальность - "Фармация".
26 февраля 2008 года медицинское училище было реорганизовано в Самборский медицинский колледж.

## Современное состояние
Самборский медицинский колледж представляет собой коммунальное высшее учебное образовательное учреждение I уровня аккредитации, которое осуществляет подготовку фельдшеров, медицинских сестер, акушерок и фармацевтов.
В состав колледжа входят три учебных корпуса (24 лаборатории и свыше 50 учебных классов и кабинетов), библиотека (с книжным фондом свыше 30 тыс. экз., читальным залом и доступом в Internet), столовая, актовый зал, спортивный и тренажёрный зал.